# استان یاماگاتا
استان یاماگاتا یکی از استان‌های کشور ژاپن است که در جزیره هونشو قرار گرفته‌است.

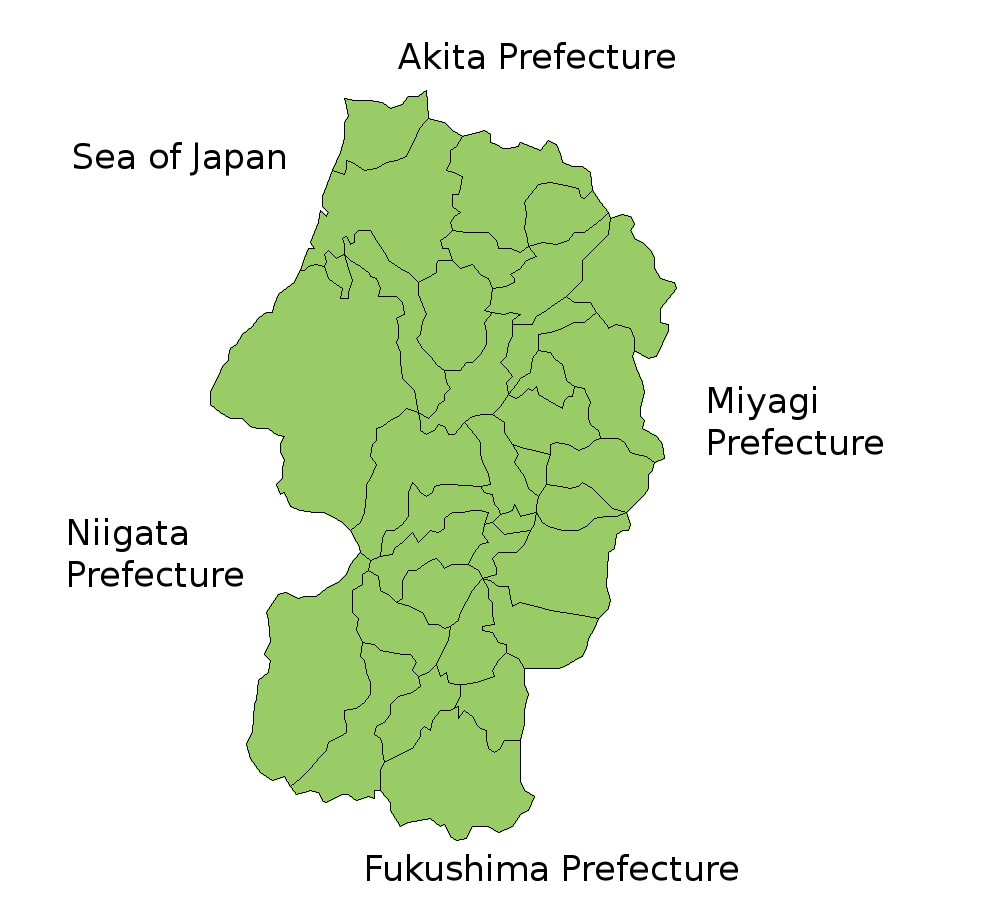

مساحت آن ۹۳۲۳ کیلومترمربع می‌باشد. جمعیت این استان در سال ۲۰۰۴ بالغ بر ۱۲۲۳۰۰۰ نفر برآورد شده‌است.
استان یاماگاتا از نظر تقسیمات کشوری بخشی از ناحیه توهوکو به حساب می‌آید.
مرکز این استان شهر یاماگاتا است.

## نگارخانه

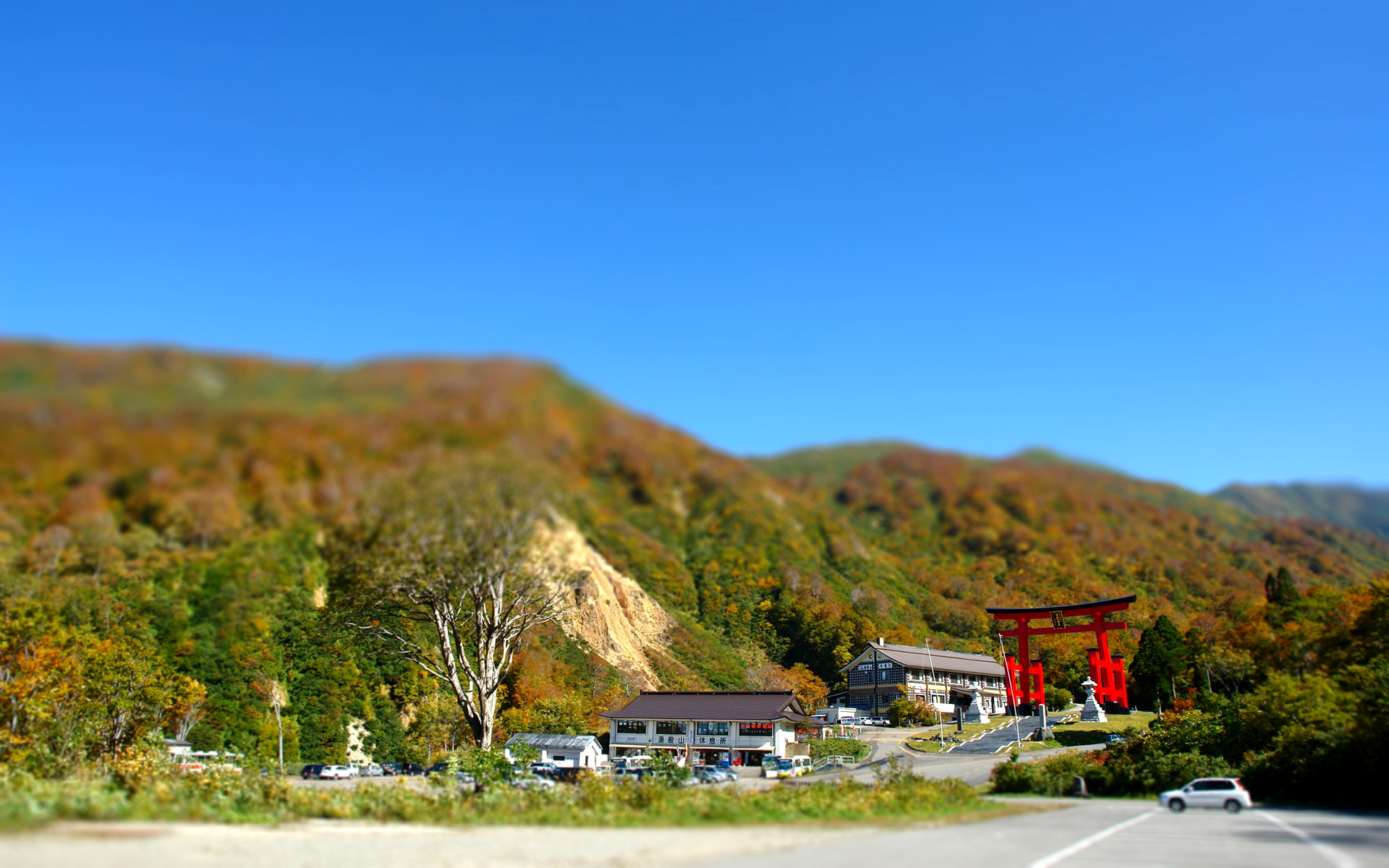
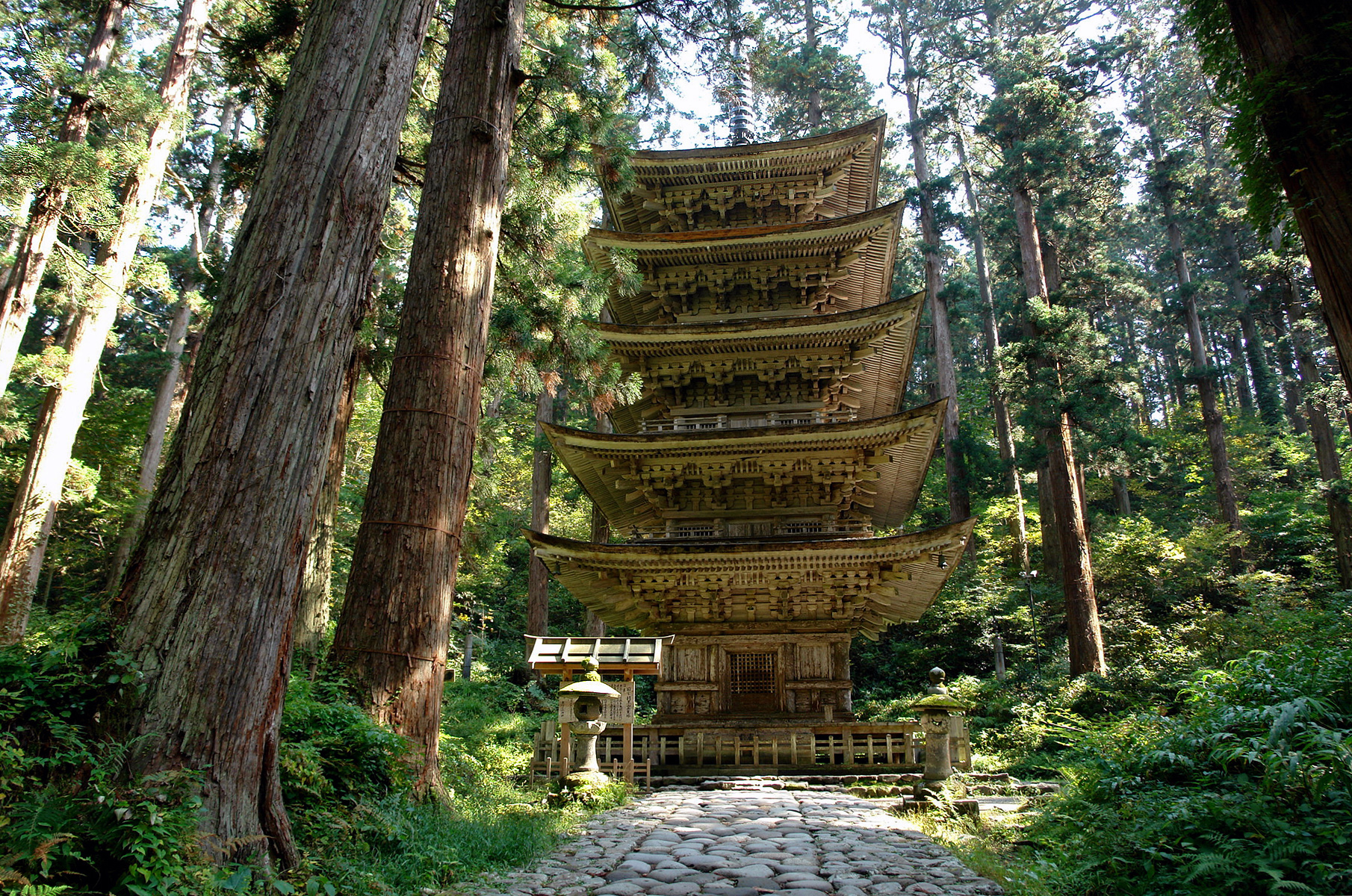
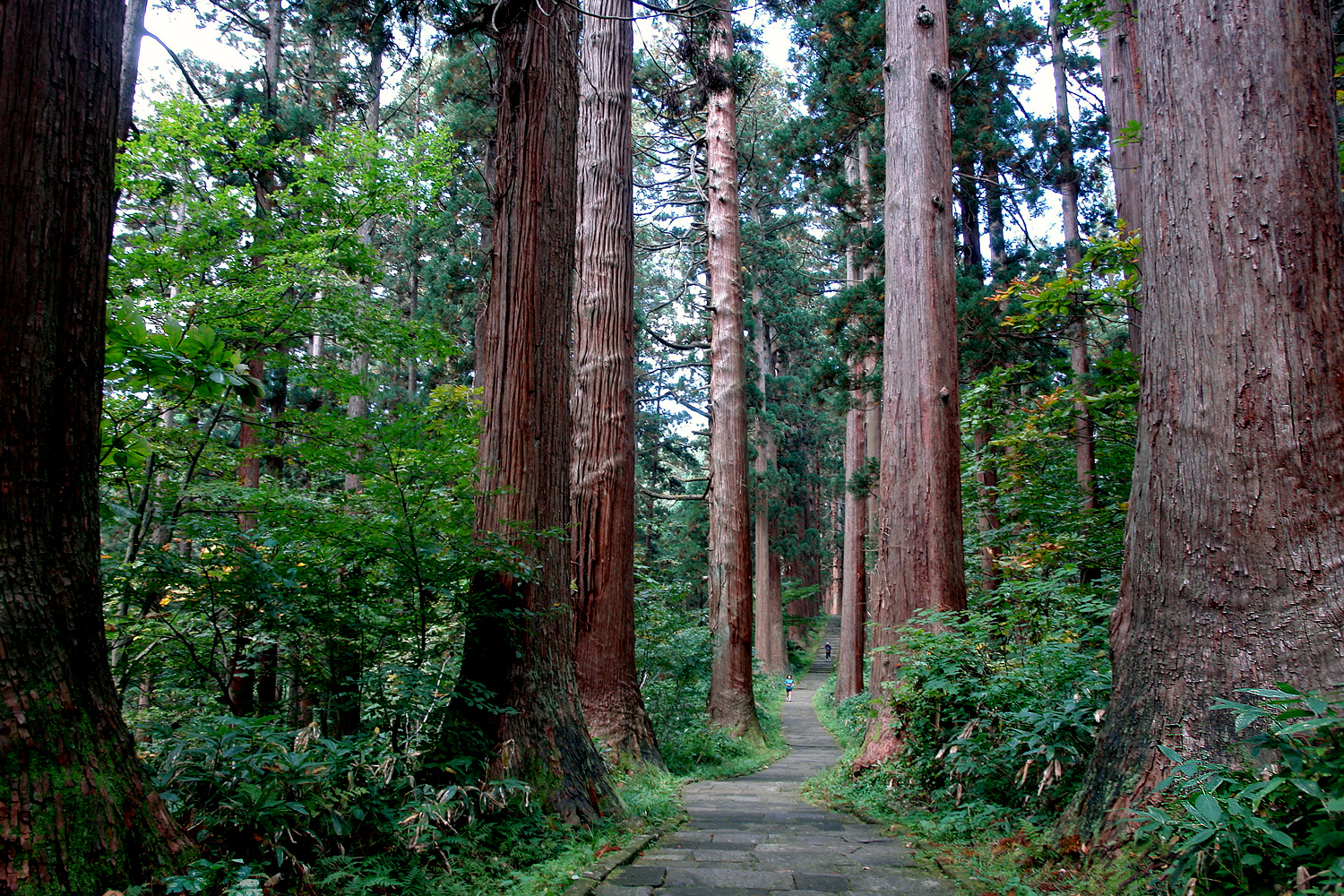
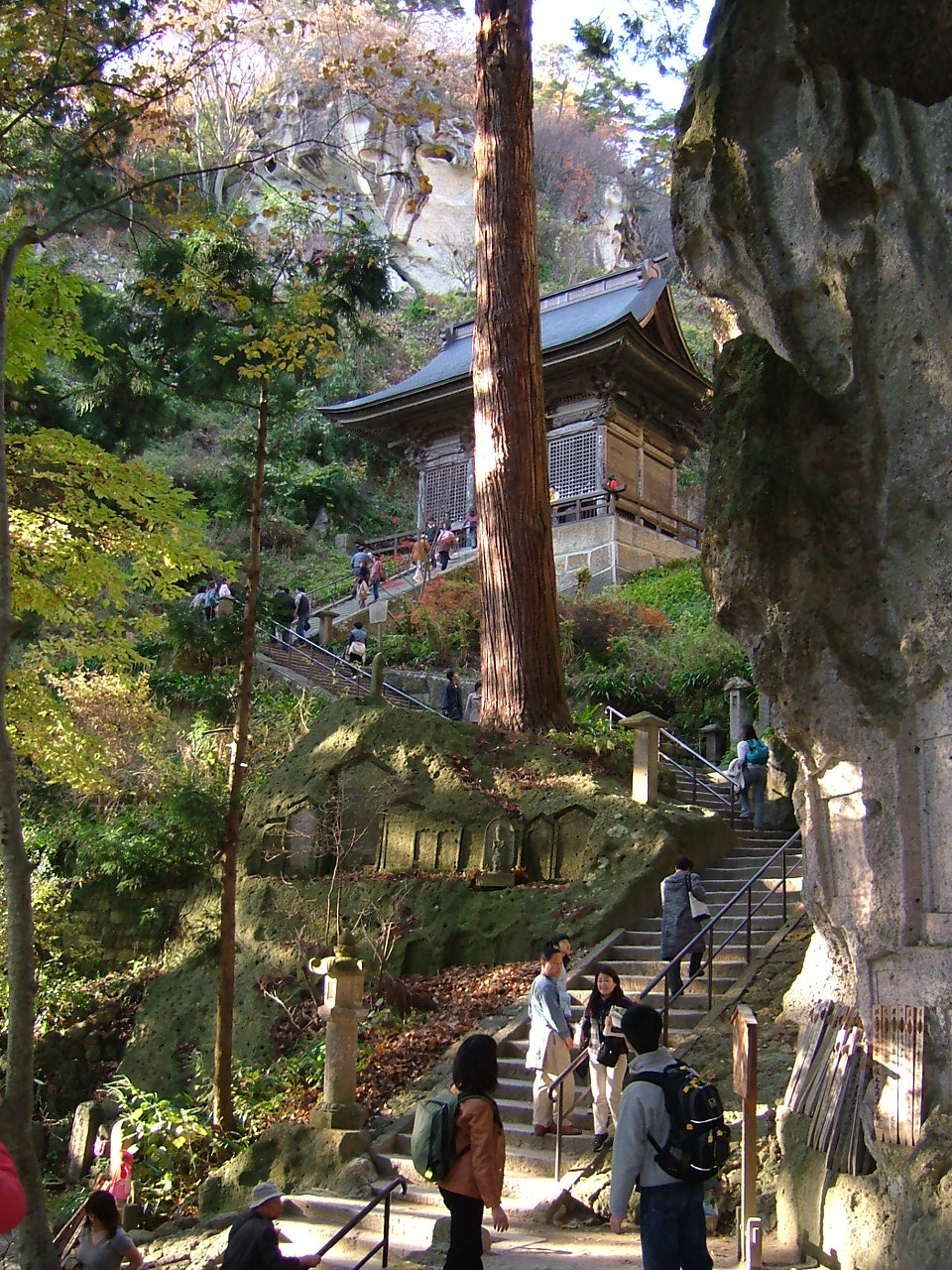
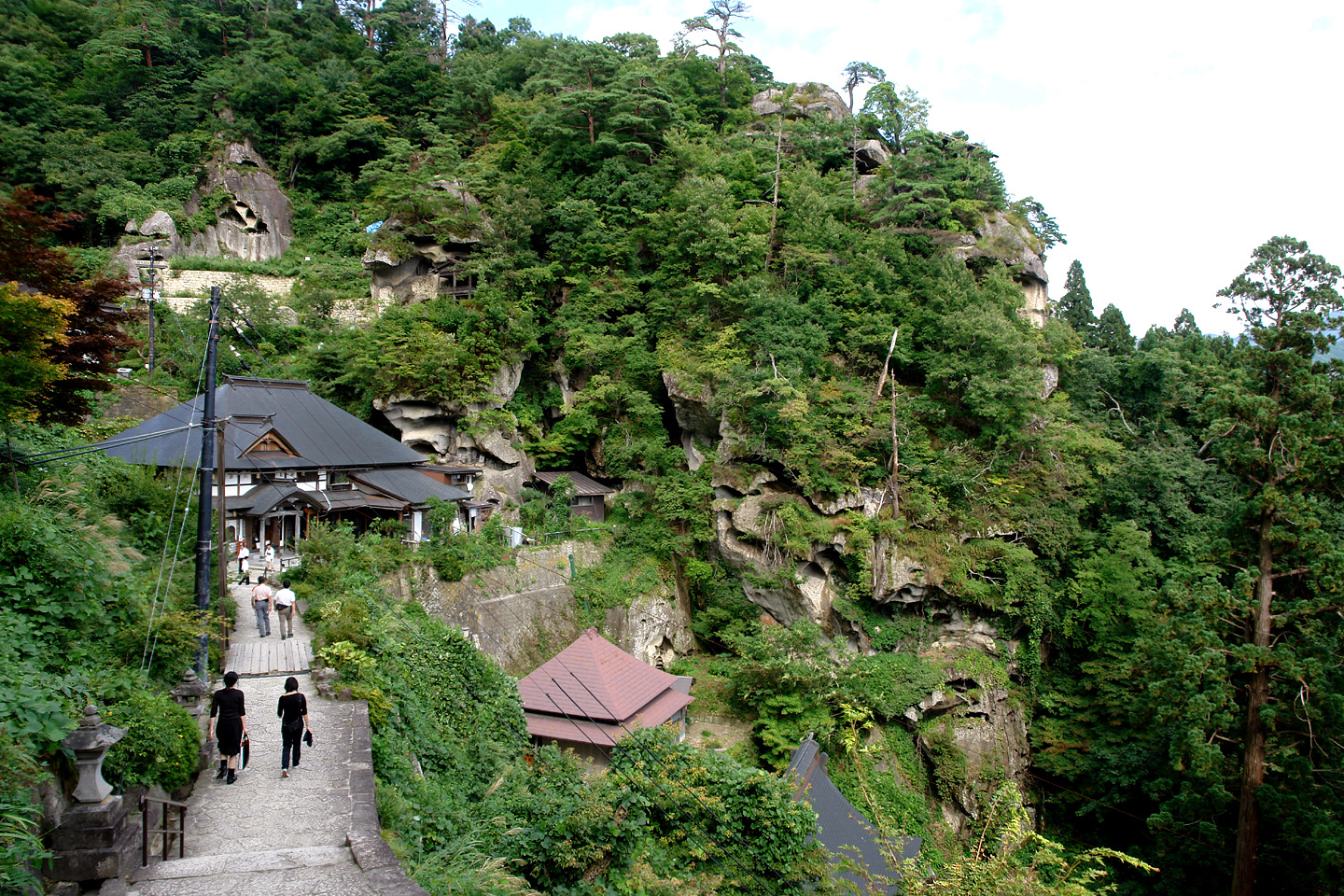
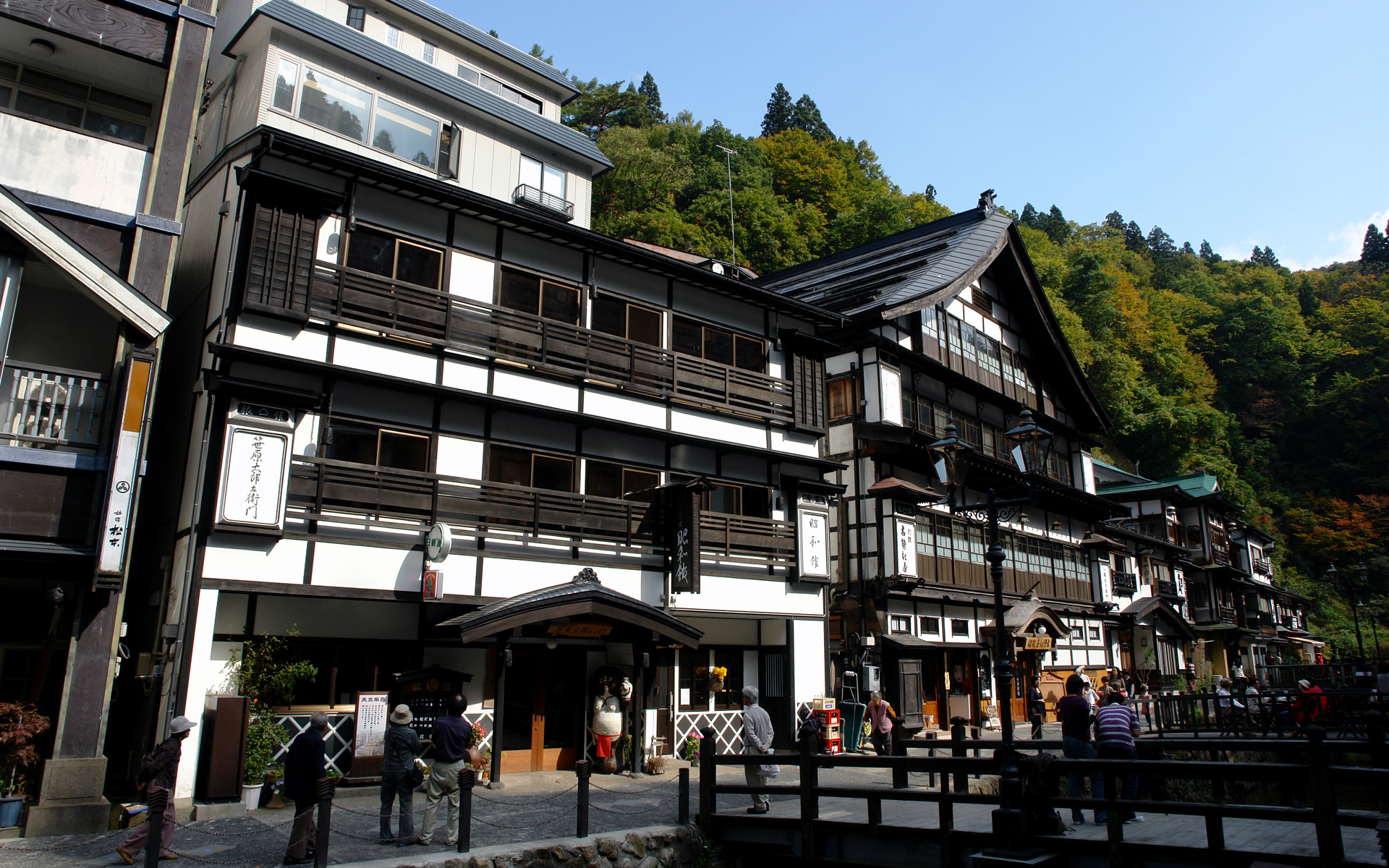
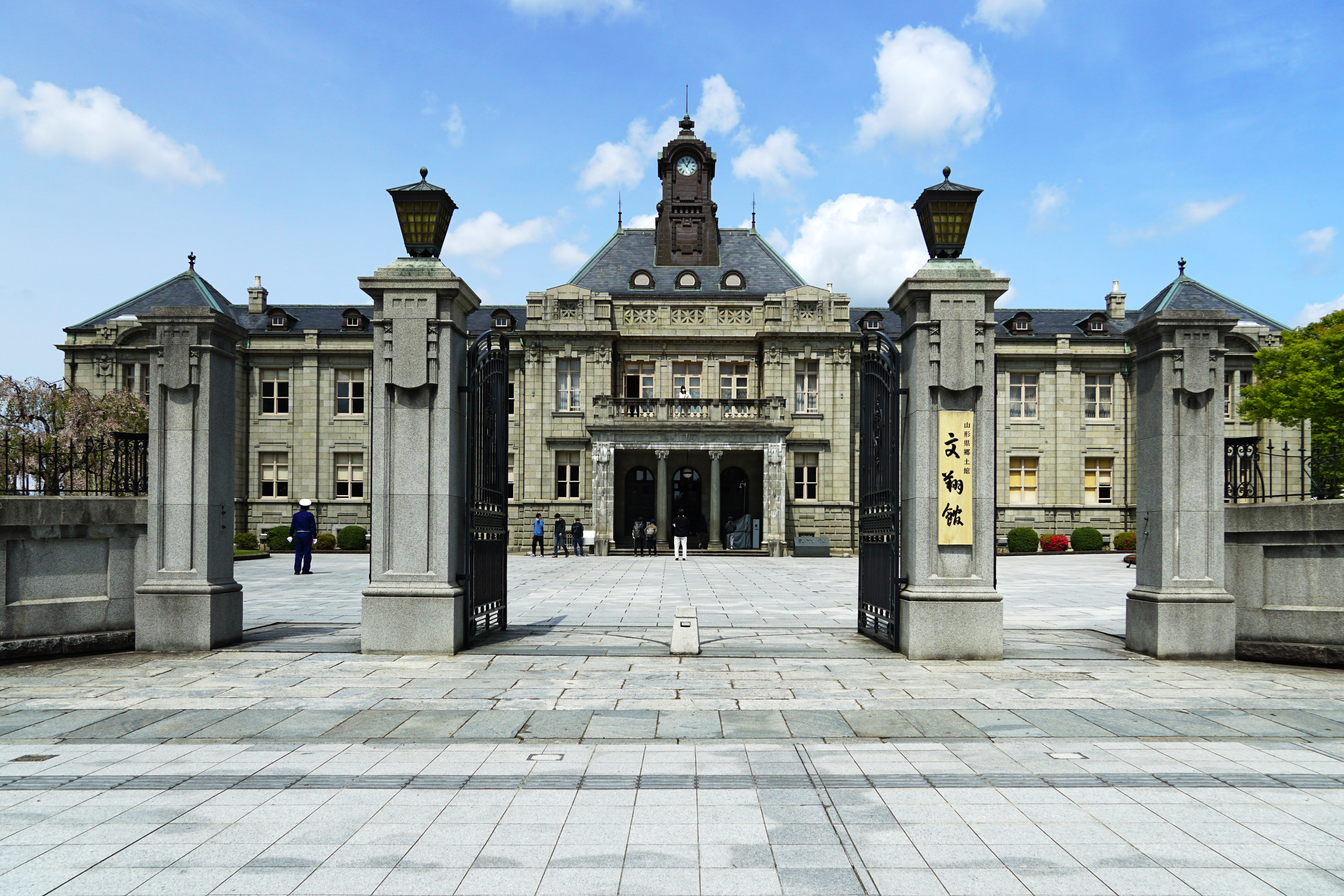
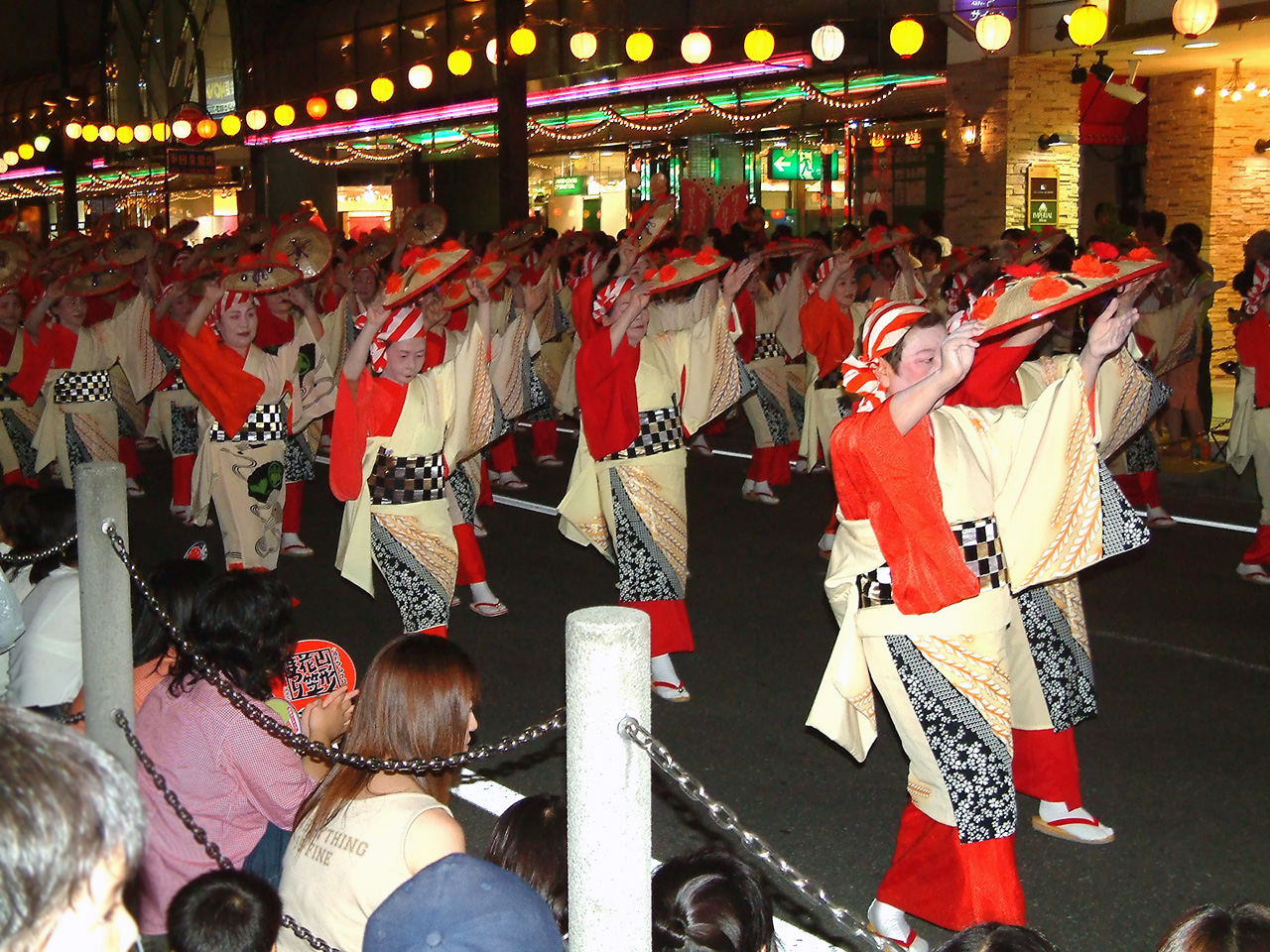
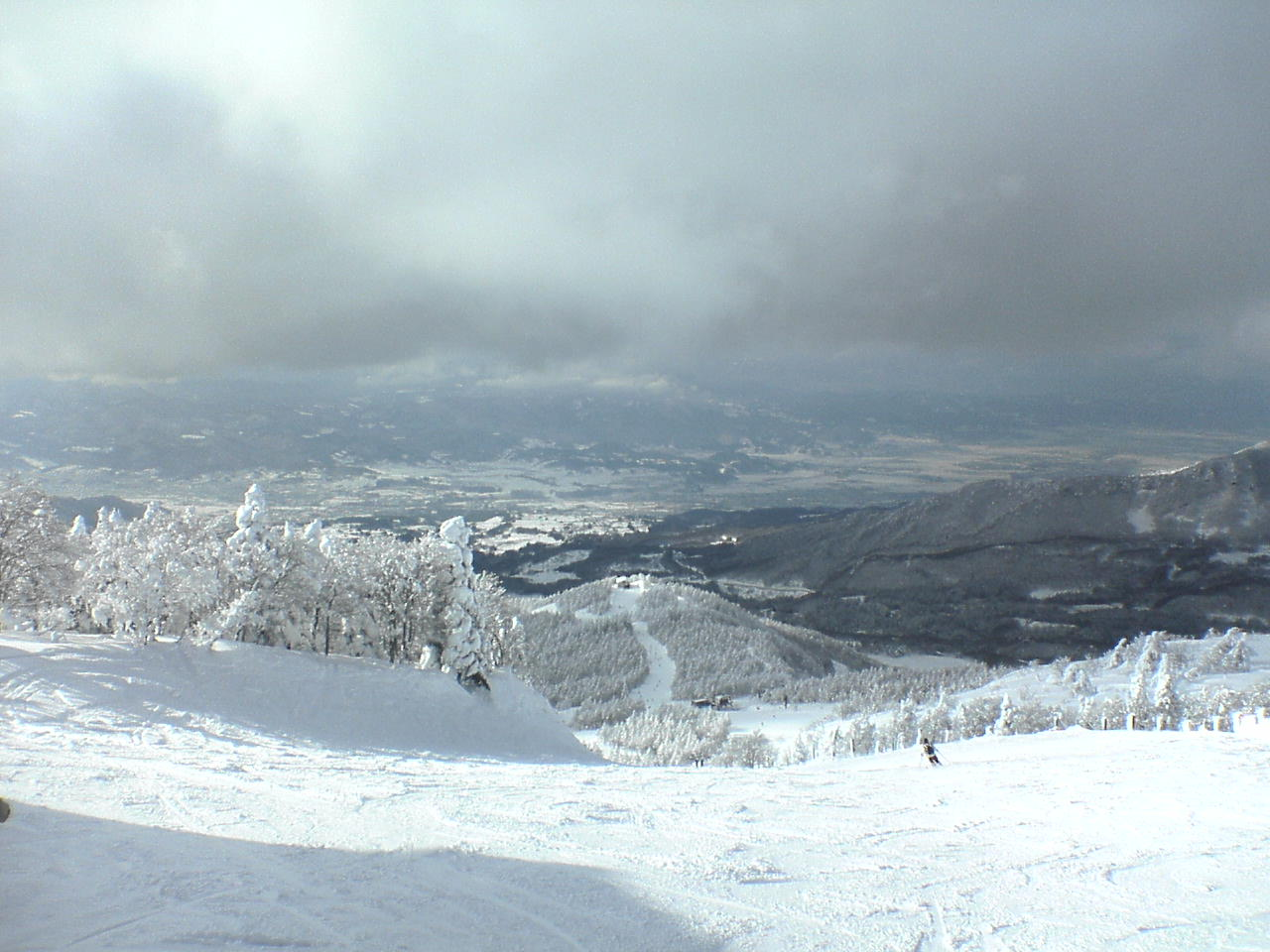

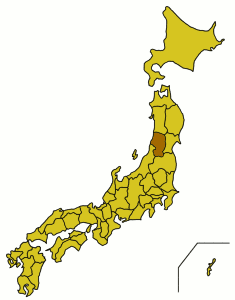